# Олива в геральдике
Олива (лат. Olea europea, оливковая ветвь, масличная ветвь) — естественная негеральдическая гербовая фигура.
Олива олицетворяет мир, победу, радость, изобилие, чистоту, целомудрие и бессмертие (как вечнозелёное дерево). Оливковая ветвь со времён античности стала символом мира. В Древней Греции, начиная с 776 года до нашей эры, венок из оливковых ветвей вручался победителям Олимпийских игр.

## Геральдика
В геральдике, как правило изображаются: дерево (с обозначением откуда произрастает и если цвет ствола отличается от кроны, то обязательно указывается), оливковые ветви (иногда с плодами) или плоды (как отдельно, так и с веточкой и листом), которые блазонируются — "падающие зелёные оливы". Цвет всегда естественный — зелень.
Оливковую ветвь на гербах не следует путать с лавровой или дубовой ветвью.
В европейской геральдике широко применяется в Средиземноморских странах, как в территориальные, так и  родовые гербы.
В польской и русской геральдике широкого применения не нашло, за редким исключением включения в герб оливковой ветви.
Геральдически правильное, современное изображение ветвей оливы, принятое большинством стран, установлено в эмблемах ООН (ветвь белого цвета — цвет мира) и начало широко применяться после Второй мировой войны в гербе ООН и её специализированных учреждений, а также многих международных организаций.
Данный символ используется в гербах государств: Италия, Кипр, Заир, Западное Самоа, Тонга.